# Klatovy
Klatovy (deutsch Klattau) ist eine Stadt in Tschechien. Sie liegt 43 Kilometer südlich von Pilsen im Bezirk Klatovy in der Region Plzeňský kraj.

## Geographie

### Geographische Lage
Klatovy befindet sich rechtsseitig der Úhlava (Angel) in der Klatovská kotlina (Klattauer Kessel) und wird vom Bach Drnový potok durchflossen. Nördlich erhebt sich der Smrčí (568 m) und am westlichen Stadtrand die Klatovská hůrka (Klattauer Berg, 498 m). In Klatovy kreuzen sich zwei Straßen der I. Klasse; die Straße Nr. I/22 von Domažlice nach Horažďovice–Strakonice–Vodňany und die Straße Nr. I/27/E 53 von Dubí–Most–Pilsen nach Železná Ruda bzw. München. Klatovy liegt an der Bahnstrecke Plzeň–Železná Ruda, welche bis Bayerisch Eisenstein und Plattling eingleisig ist. Im Sommer werden über diese Strecke Bahnfahrten des Tourismusverbandes Ostbayern e. V. in Straubing mit dem Böhmerwaldcourier Führungen durch die Stadt veranstaltet. Die Strecke Nr. 185 von Domažlice führt über Klatovy weiter nach Horažďovice.

### Stadtgliederung
Die Stadt Klatovy besteht aus den Ortsteilen Beňovy (Benhof), Chaloupky, Čínov (Wiederkomm), Dehtín (Dechtin), Dobrá Voda (Gutwasser), Drslavice (Derslawitz), Habartice (Habartitz), Kal (Gall), Klatovy I, Klatovy II, Klatovy III, Klatovy IV, Klatovy V, Kosmáčov (Kosmatschow), Křištín (Krischtin), Kvaslice (Kwaslitz), Kydliny (Kidlin), Lažánky (Laschanek), Luby (Lub), Otín (Wottin), Pihovice (Pihowitz), Sobětice (Sobietitz), Štěpánovice (Stiepanowitz), Střeziměř (Stresmersch), Tajanov (Tajanow), Točník (Totschnik), Tupadly (Tupadl), Věckovice (Wetzkowitz), Vícenice (Witzenitz) und Vítkovice (Witkowitz). Grundsiedlungseinheiten sind Beňovy, Bor, Chaloupky, Čínov, Dehtín, Dobrá Voda, Domažlické předměstí, Drslavice, Habartice, Husovo náměstí, K Čertovce, K Čínovu, K Točníku, K Zaječímu vrchu, Kal, Klatovy-historické jádro I, Klatovy-historické jádro II, Kosmáčov, Křištín, Kvaslice, Kydliny, Lažánky, Luby, Na Harfě, Na Klášterce, Na rozvoji, Nad nádražím, Nad rybníčky, Obchodní zóna, Otín, Pátá čtvrť, Pihovice, Pod Borem, Pod Borem-U spravedlnosti, Pod Černou věží, Pod Hůrkou, Pod muzeem, Pod parkánem, Pod vodojemem, Sídliště Plánická, Sobětice, Štěpánovice, Střeziměř, Tajanov, Točník, Tupadly, U hřbitova, U nemocnice, U soudu, U vodojemu, Věckovice, Vícenice, Vítkovice, Wolkerova und Zastávka.
Das Stadtgebiet gliedert sich in die Katastralbezirke Dehtín, Drslavice u Tupadel, Habartice u Obytců, Kal u Klatov, Klatovy, Kosmáčov, Křištín, Kvaslice, Kydliny, Luby, Otín u Točníku, Sobětice u Klatov, Střeziměř, Štěpánovice u Klatov, Tajanov u Tupadel, Točník u Klatov, Tupadly u Klatov, Věckovice u Janovic nad Úhlavou und Vícenice u Klatov.

### Nachbargemeinden
Nachbarorte sind Malá Strana, Sekrýt, Třešňovka, Štěpánovice, Markyta und Točník im Norden, Chaloupky, Čertovka, Ostřetice und Pihovice im Nordosten, Slavošovice, Cinovec, Čínov und Kydliny im Osten, Hoštičky, Lažánky, Mírovka, Sobětice und U Mlýna im Südosten, Luby im Süden, Lomec, Lomecká hospoda, Novákovice, Na Hrázi, Volenov, Drážský Mlýn und Bezděkov im Südwesten, Beňovy, Kal und Tajanov im Westen sowie Dupanda, Andělice und Svrčovec im Nordwesten.

## Geschichte

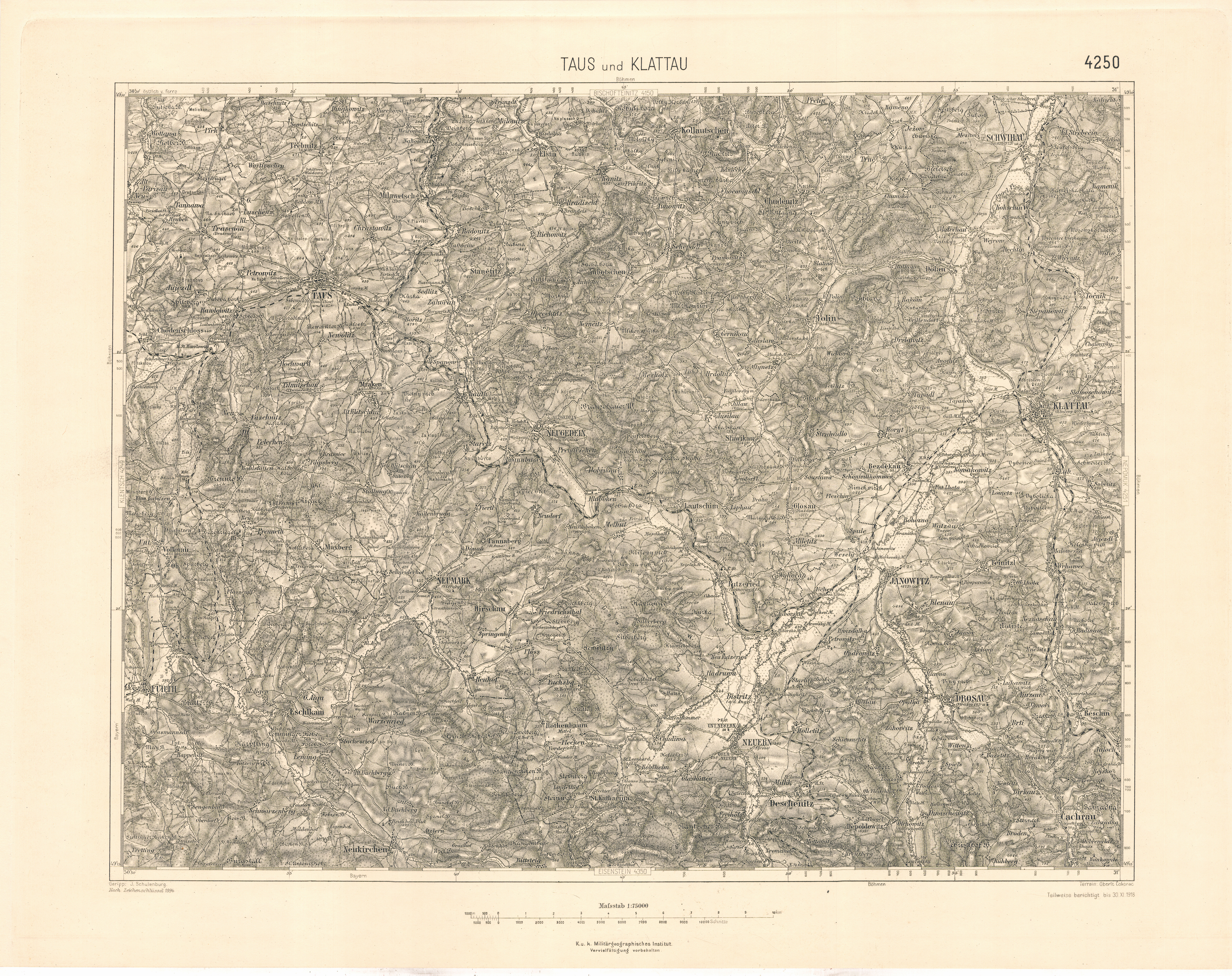
Klattau/Klatovy, 1918

Klatovy war eine Gründung des späten 13. Jahrhunderts an einem wichtigen Straßenkreuz, das parallel zum Böhmerwaldkamm Westböhmen und Südböhmen von Cheb durch das Gebiet der Choden nach České Budějovice führte und Deggendorf mit Pilsen verbunden hat.
Klatovy wurde in der Nachfolge einer älteren Siedlung an diesem Handelsweg zwischen Böhmen und Bayern mit schachbrettartigem Grundriss angelegt und mit einem ovalen Befestigungsgürtel umschlossen, von dem Teile heute noch erhalten sind. Zwischen 1260 und 1263 wurde der Ort unter Ottokar II. Přemysl zur Königsstadt erhoben. Seit 1419 war Klatovy ein bedeutender Sitz der Hussiten, unter denen sich – trotz eines Stadtbrandes von 1464 – die wirtschaftliche Entwicklung der mit Privilegien ausgestatteten Stadt fortsetzte. Eine rege Bautätigkeit brachte unter italienischen Architekten die Renaissance nach Klatovy.
Im Jahr 1620 wurde die Stadt von kaiserlich-katholischen Truppen besetzt. Der Dreißigjährige Krieg führte zu Stadtbränden, Plünderungen, Vergewaltigungen und kulturellem Niedergang. 1636 zur Zeit der Rekatholisierung Böhmens ließ sich der Orden der Jesuiten in Klatovy nieder. Diese trugen zum Wiederaufbau und zur wirtschaftlichen Entwicklung der Stadt in folgenden Jahren maßgeblich bei. Die Bauwerke der Stadt im Stil des Barock gehen auf diese Zeit zurück. Während des Aufenthaltes im Klattauer Jesuitenkonvent schrieb der Historiker Bohuslav Balbín seine berühmte Verteidigungsschrift der tschechischen Sprache.
In der Mitte des 18. Jahrhunderts wurde die Stadt eine Kreisstadt in Böhmen innerhalb der Habsburgermonarchie, seit 1804 dem Kaisertum Österreich. Es entstanden neue Wirtschaftszweige; beispielsweise wurde 1813 mit Nelkensamen aus Nancy eine Nelkenzucht in Klatovy gegründet. Im 19. Jahrhundert veränderte sich abermals das Stadtbild; einige Gebäude wurden unter dem Einfluss des Kaiserhofes in Wien im Stil des Klassizismus verändert, die Stadtbefestigung teilweise abgetragen und die Gräben zugeschüttet. Nach der Aufhebung der Patrimonialherrschaften bildete Klatovy/Klattau ab 1850 eine Stadtgemeinde im Gerichtsbezirk Klattau und wurde zum Sitz eines Bezirksgerichts. Ab 1868 war die Stadt Sitz des Bezirkes Klattau. Im Jahr 1876 wurde die Eisenbahnstrecke nach Pilsen eröffnet. In der zweiten Hälfte des 19. Jahrhunderts entstand im Zuge der Nationalen Wiedergeburt der Tschechen der tschechische Unterricht am Gymnasium Klatovy und löste den Unterricht in lateinischer Sprache ab.
Die Stadt gehörte während des Nationalsozialismus zum Protektorat Böhmen und Mähren. Zu dieser Zeit wurde auch die aus dem Jahr 1876 stammende Synagoge verwüstet. Am 5. Mai 1945, einem der letzten Tages des Zweiten Weltkriegs, wurde die Stadt durch die Third United States Army unter General George S. Patton über Cham (Oberpfalz), von Regensburg kommend, kurzfristig besetzt. Dieser Vorstoß bis zur Linie Karlsbad-Pilsen-Budweis war der östlichste Vorstoß der US-Truppen in der Tschechoslowakei. Russisch-sowjetische und tschechische Truppen übernahmen das Gebiet, welches bis 1993 im Bereich der Grenzbefestigungen der Tschechoslowakei im Kalten Krieg lag. Deutschsprachige Bürger der Stadt und deren Umgebung versuchten während der Vertreibung der Deutschen aus der Tschechoslowakei das Auffanglager in Furth im Wald zu erreichen.
Mit der beginnenden Zeit des Tourismus und der Grenzöffnung nach dem Ende des Kommunismus wurde 1992 die Altstadt von Klatovy unter Denkmalschutz gestellt, zahlreiche Gebäude wurden restauriert, es entstanden neue Geschäfte, Dienstleistungsbetriebe, Cafés und Restaurants sowie kulturelle Einrichtungen wurden ansässig.

## Städtepartnerschaften
- Cham, Deutschland, seit 1993[5]
- Heemskerk, Niederlande, seit 1997[6]
- Polewskoi, Russland, seit 2010[7]
- Poligny, Frankreich, seit 1992[8]

## Kultur und Sehenswürdigkeiten

### Museen
- Die ehemalige barocke Dominikanerklosterkirche St. Laurentius, 1694–1709 erbaut von Marc Antonio Gilmetti und bis 1785 ein Gotteshaus, wurde wie die zugehörigen Klostergebäude durch die Josephinischen Reformen profaniert. Die Inneneinrichtung der Kirche, die heute als Ausstellungsgebäude und Konzertsaal genutzt wird, ging verloren. In den Gebäuden sind Bildungs- und Kultureinrichtungen untergebracht.

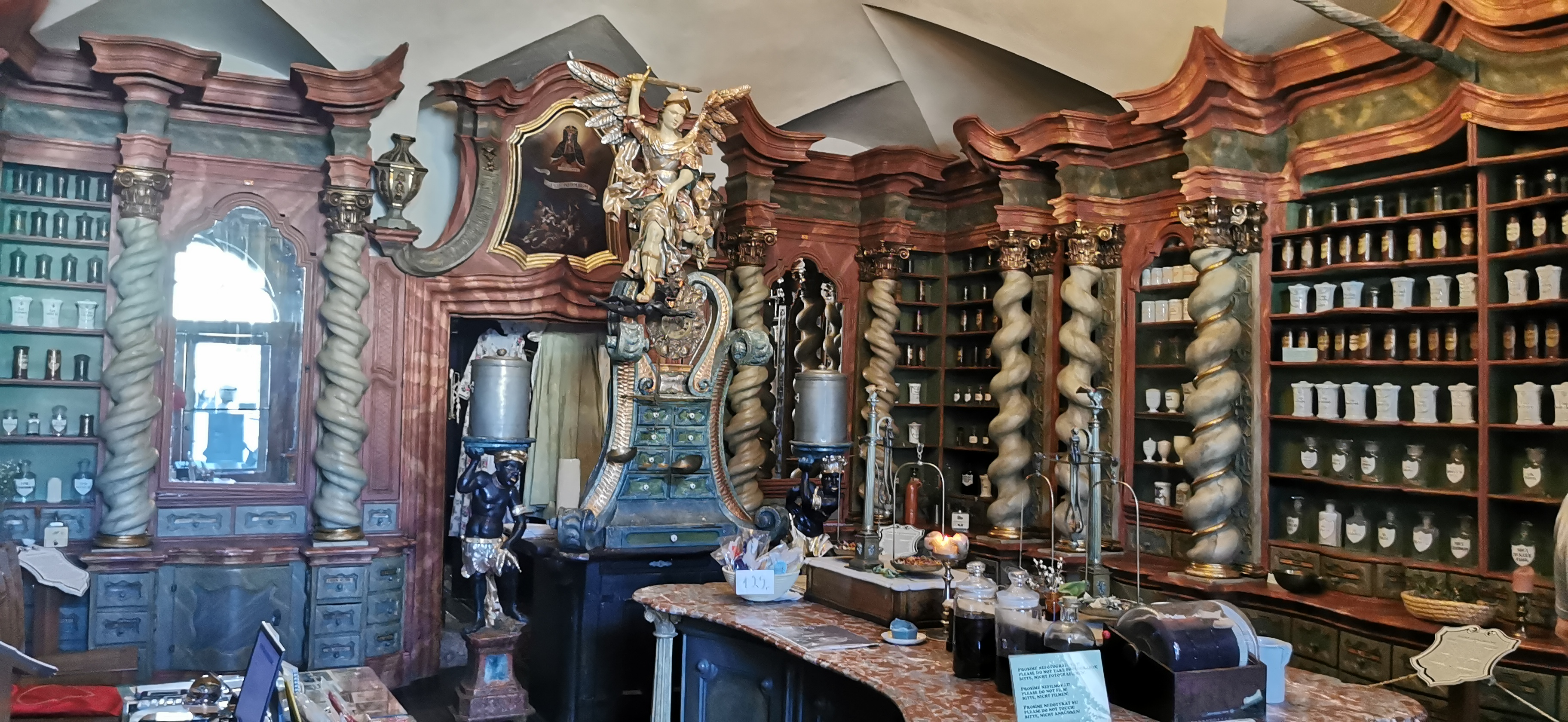
Ehemalige Apotheke Zum weißen Einhorn

- Die barocke ehemalige Apotheke Zum weißen Einhorn (U Bílého jednorožce) – 1776 bis 1966 betrieben – wurde saniert und ist gegenwärtig ein Museum. Dieses besteht aus dem Verkaufsraum (Offizin) mit Mobiliar und Skulpturen aus dem 18. Jahrhundert und dem Labor / der Werkstatt mit einem Arbeitstisch und Instrumenten. Anhand der historischen Einrichtung mit Salben- und Pulvergefäßen, Mörsern, Arzneien, Kräutern und chemischen Substanzen werden im Rahmen von Führungen Heilbehandlungen der Vergangenheit – beispielsweise der Aderlass vor einem Gefäß mit lebenden Blutegeln – erklärt.
- Ein weiteres Museum – das Dr.-Karel-Hostaš-Volkskundemuseum – ist in einem Jugendstilbau von 1905–1907 außerhalb der ehemaligen Stadtmauern untergebracht. Es dokumentiert die einzelnen Epochen der Stadtgeschichte von Klatovy.

### Sport
Klatovy hat viele Sporthallen und andere Sportanlagen und Sporthotels. Regelmäßig finden in Klatovy daher internationale Sportwettkämpfe und Turniere statt. So ist Klatovy Start und Ziel des seit 1993 jährlich ausgetragenen Mountainbike-Marathons Král Šumavy. Darüber hinaus finden in Klatovy regelmäßig internationale Basketballcamps statt. Das Eisstadion in Klatovy heißt Zimny Stadion.

### Bauwerke
- Die Kirche der Unbefleckten Empfängnis der Jungfrau Maria und des heiligen Ignatius (tschechisch Kostel Neposkvrněného početí Panny Marie a svatého Ignáce) von Carlo Lurago und Giovanni Domenico Orsi de Orsini wurde 1655 bis 1659 durch den Orden der Jesuiten erbaut.[9] Die reich geschmückten Barockportale entstanden in der Werkstatt Kilian Ignaz Dienzenhofers. Unter der Kirche befindet sich eine ausgedehnte Gruftanlage. Durch besondere Belüftungsverhältnisse in den Katakomben wurden die Leichname der dort bestatteten 37 Angehörigen des Jesuitenordens und zahlreicher Mitglieder südböhmischer adeliger Familien auf natürliche Weise mumifiziert und sind so erhalten geblieben. Die zugehörigen Kollegiatsgebäude wurden nach der Aufhebung des Jesuitenordens 1773 durch Josephinische Reformen profaniert. Nach wechselnden Nutzungszwecken beherbergt der Komplex heute u. a. die Stadtbibliothek.
- Das Rathaus war ein 1557 begonnener Renaissancebau, der nach den Stadtbränden mehrmals verändert wurde. Die heutige Gestalt mit Skulpturen und Fassadenmalereien entstand in den 1920er Jahren durch Josef Fanta. Das Rathaus überragt der 1555 fertiggestellte, 81,6 m hohe dunkelgraue Bruchsteinturm Schwarzer Turm, der Antonio de Salle zugeschrieben wird. 226 Stufen führen zur Turmwächterwohnung und auf eine offene Plattform, die eine Aussicht auf die Stadt und bis zum Böhmerwald bietet.
- Östlich des Marktplatzes befindet sich die Stadtpfarrkirche Mariä Geburt des Erzdechanates Klattau. Das ursprünglich aus dem 13. Jahrhundert und der Gründung der Stadt stammende Gebäude wurde mehrmals umgebaut und ist zu einem Monument der der Gotik geworden. Die Kirche beherbergt ein wundertätiges Marienbild, die Klattauer Madonna, seit 1684 Ziel zahlreicher Wallfahrten. Der weiße Glockenturm neben der Kirche – 1581 erbaut und 1758 erhöht – wird Weißer Turm genannt; sein Portal war einst in der Kirche eingesetzt.
- Reste der Stadtbefestigung aus dem 14. Jahrhundert mit zwei erhaltenen Rundtürmen, die Altstadt und Neustadt trennen. Im Zentrum der Altstadt ist der quadratische Marktplatz, an dem das Rathaus mit seinem Schwarzen Turm (tschechisch Černá věž), die barocke Doppelturmfassade der Jesuitenkirche und einige sanierte Bürgerhäuser eindrucksvoll die kunsthistorische Entwicklung der Stadt zeigen. Dieser höchste Turm der Stadt hat alle großen Brände von 1579, 1615, 1700, 1758 überdauert. Der Klattauer Bürger Meister Anton hatte ihn 1547–1557 aus Bruchsteinen als Wachturm errichtet. Der Turm wurde 1872 im Stil der Gotik, nach dem Vorbild der Türme der Teynkirche in Prag, im Stil der Zeit verändert.

### Grünflächen und Naherholung
Klatovy verfügt über eine Reihe von Parks und Grünanlagen sowohl innerhalb als auch außerhalb der Stadtmauern.
- Die älteste und zugleich größte Anlage (115.000 m²) ist der Mercandin-Stadtpark im Stil eines englischen Landschaftsgartens mit historischem Baumbestand, ergänzt durch einen französischen Garten im Empirestil mit Kolonnade, Fontänen und Skulpturen. Innerhalb des Parks fließt der Drnový-Bach durch einen natürlichen See, den es schon vor Anlage des Parks in den Jahren 1841–1845 gab. Der Park befindet sich in dem Dreieck zwischen den Ausfallstraßen nach Strakonice und Železná Ruda. Benannt ist er nach einem österreichischen Verwaltungsbeamten, dem Kreishauptmann in Klattau Franz Xaver Graf Mercantin
- Im Osten der Neustadt liegt der nach dem Reformator Jan Hus benannte Park am Wasserwerk (20.000 m², angelegt 1904). Ein Aussichtsturm war geplant, wurde jedoch nicht realisiert.
- Mehrere Grünflächen begrenzen die Altstadt vor der – weitgehend abgetragenen – Stadtmauer. Der älteste dieser Parks an den Wällen entstand 1889 auf einer Fläche von 6880 m² südlich der Erzdechanat-Kirche sowie des ehemaligen Dominikanerklosters. Hier steht noch ein Rundturm der Stadtbefestigung, außerdem ein Denkmal für den Geologen Jan Krejčí sowie eine pyramidenförmige Skulptur von Václav Fiala. Benannt ist dieser Teil nach dem Dichter und Übersetzer Jaroslav Vrchlický. Nördlich davon wurde der Park 1934 anstelle der zwischen den Stadtmauern zugeschütteten Gräben erweitert (benannt nach dem Bürgermeister und Museumsgründer Karel Hostaš). Hier sind ebenfalls Teile der Stadtbefestigung – eine Bastei und ein halbrunder Turm – erhalten. An der westlichen Parkanlage an den Wällen unterhalb des Schwarzen Turms ist von der Stadtmauer nichts mehr erhalten. Dieser Abschnitt wurde 1903 angelegt; eine barocke Martersäule von 1643 mit den Heiligen Wenzel und Adalbert stand ursprünglich an der Nepomukstraße.
- Kleinere zusätzliche Grünflächen wurden im 21. Jahrhundert angelegt (am Weißen Turm 2001, am ehemaligen Jesuitenkolleg – heute Stadtbibliothek – 2005).

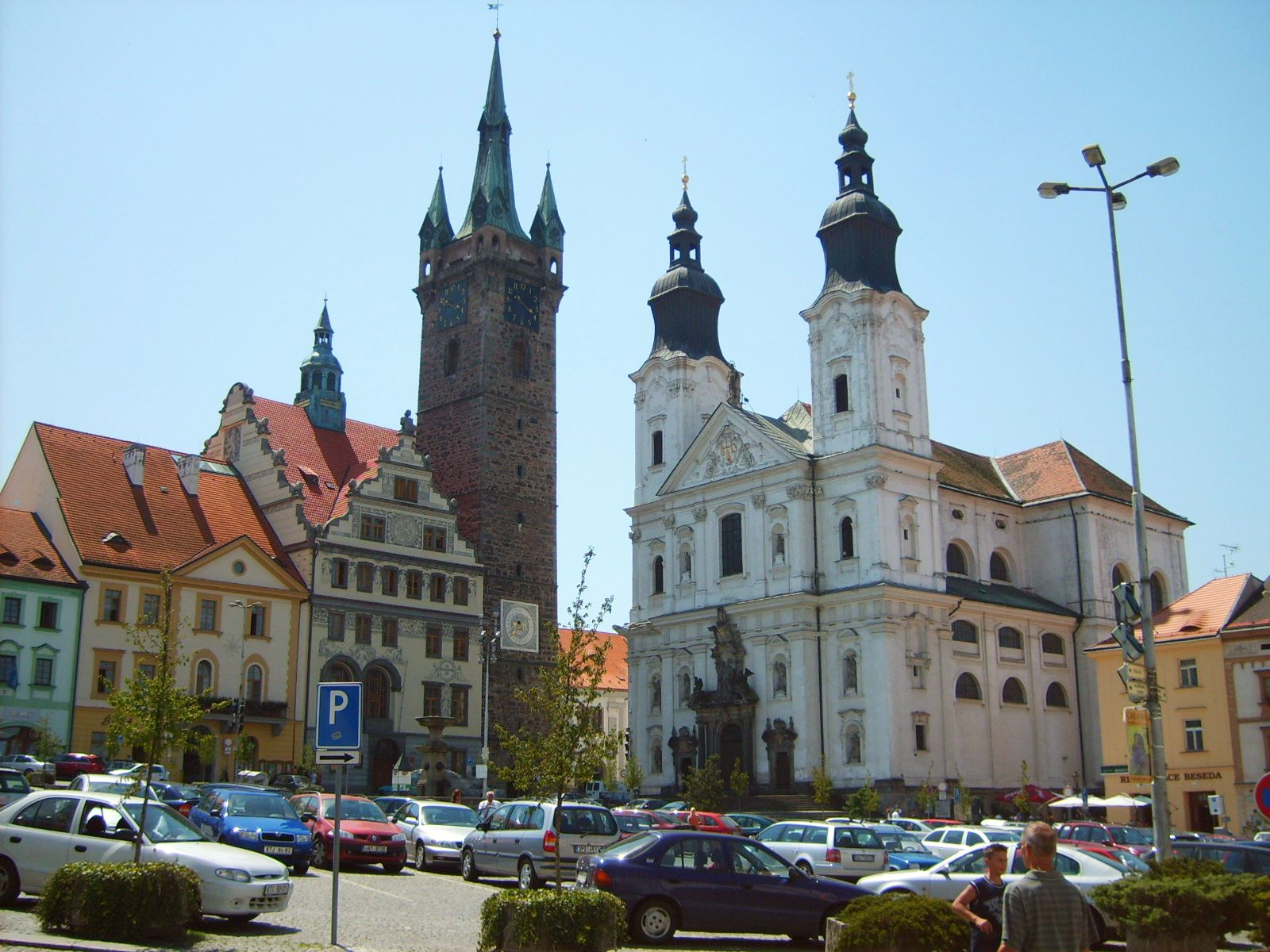
Marktplatz mit Jesuitenkirche und Schwarzem Turm
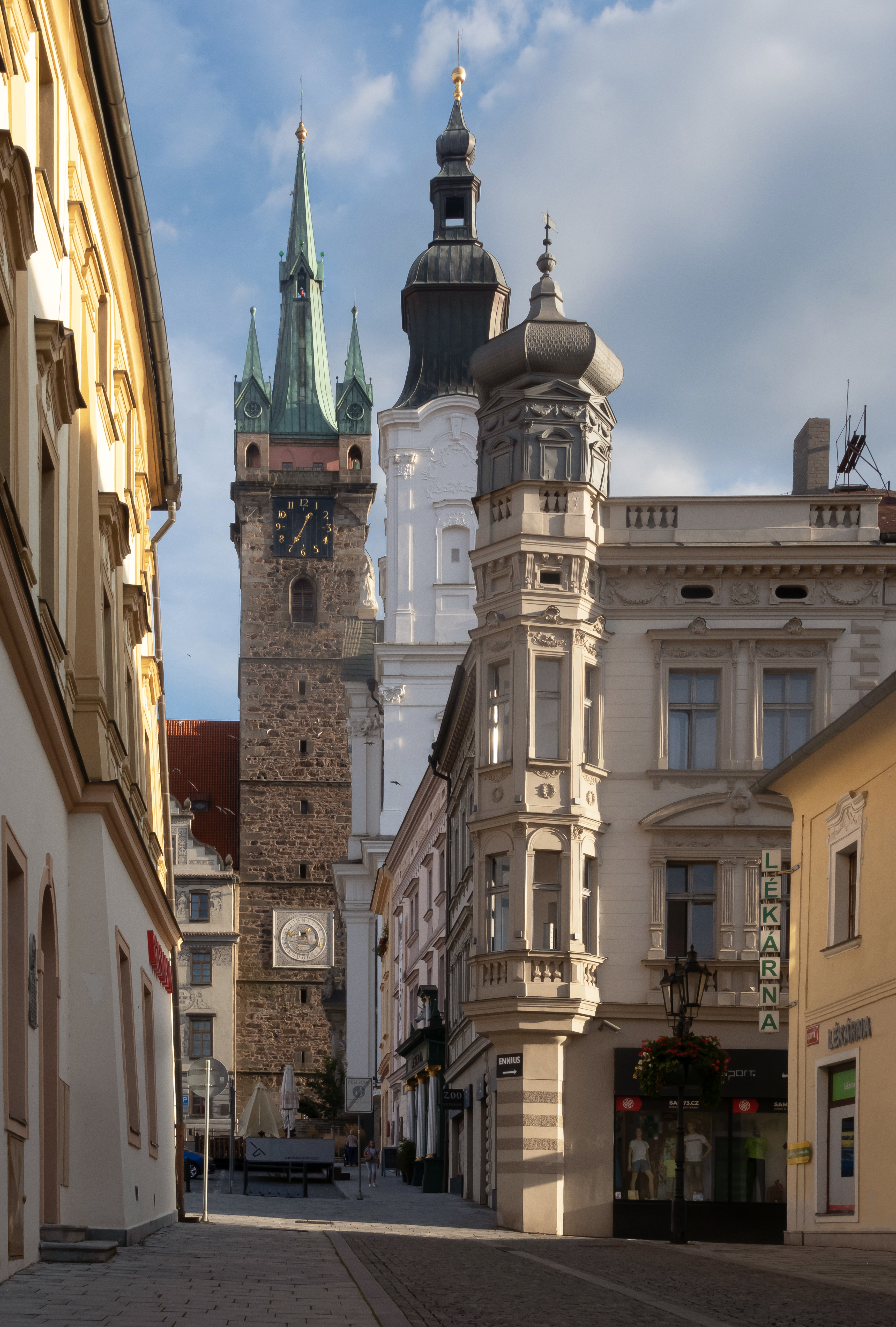
Černá věž und das Jezuitský kostel Neposkvrněného Početí Panny Marie a svatého Ignáce
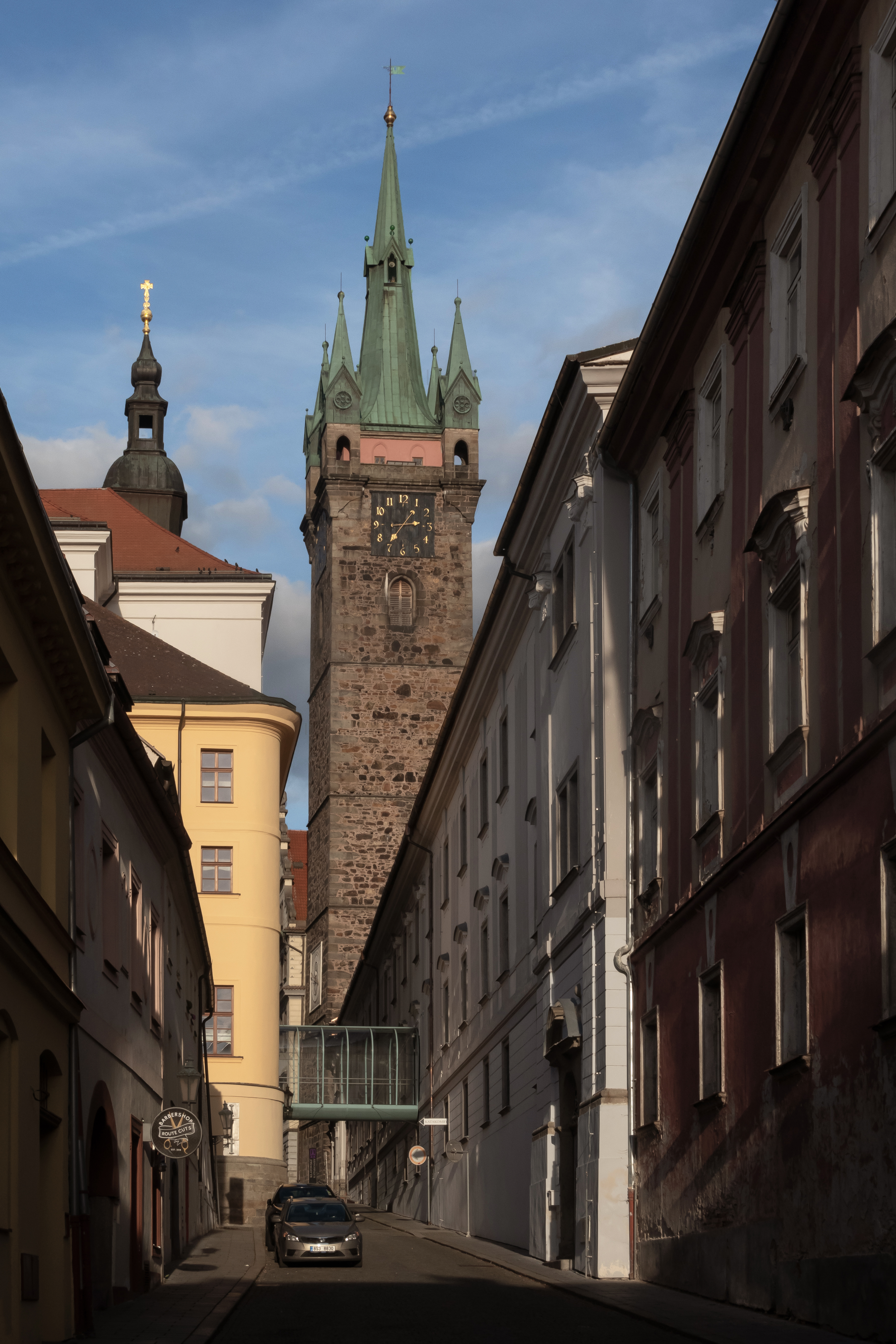
Černá věž von der Vančurova
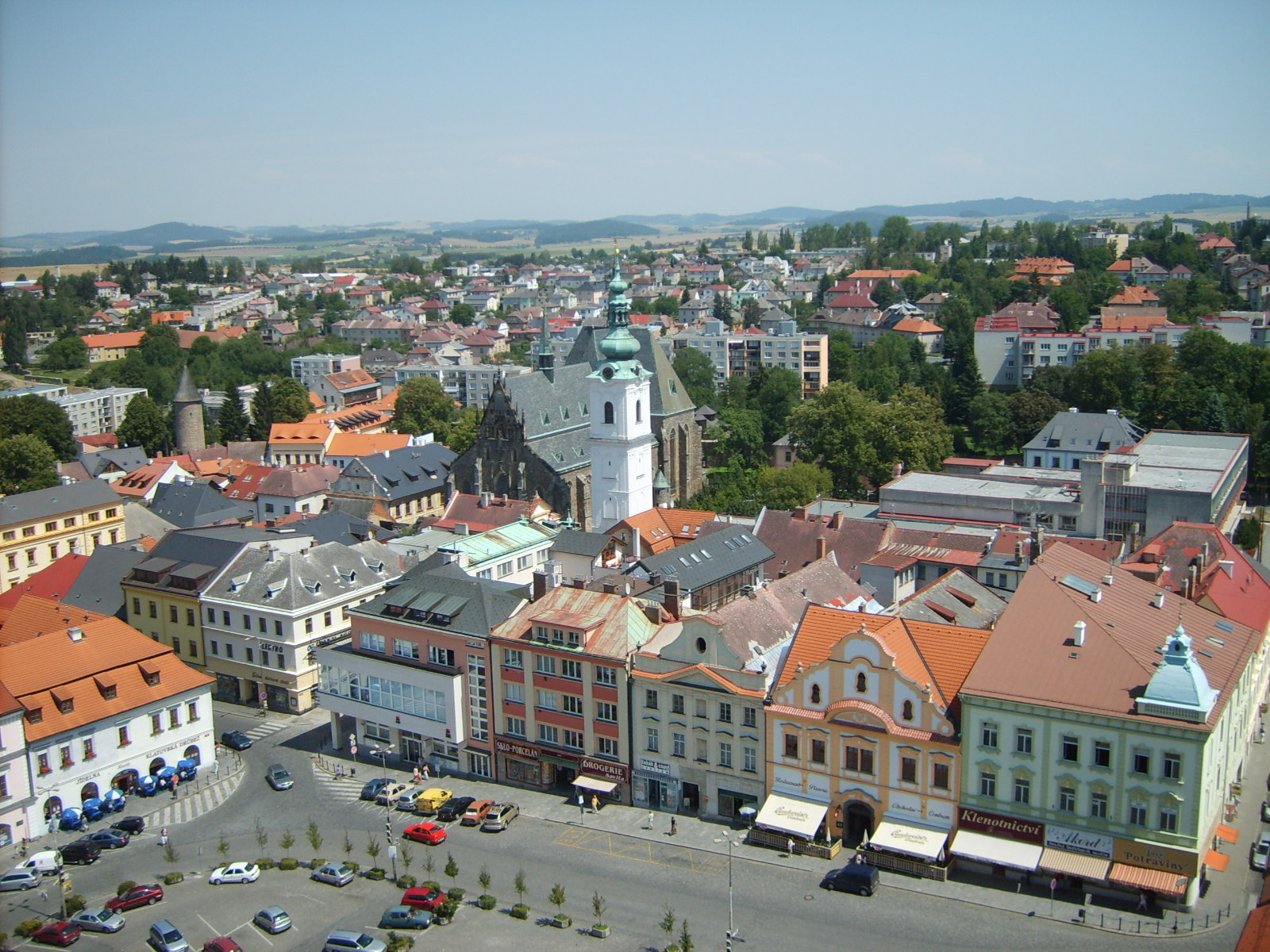
Altstadt mit Weißem Turm (gesehen vom Schwarzen Turm)
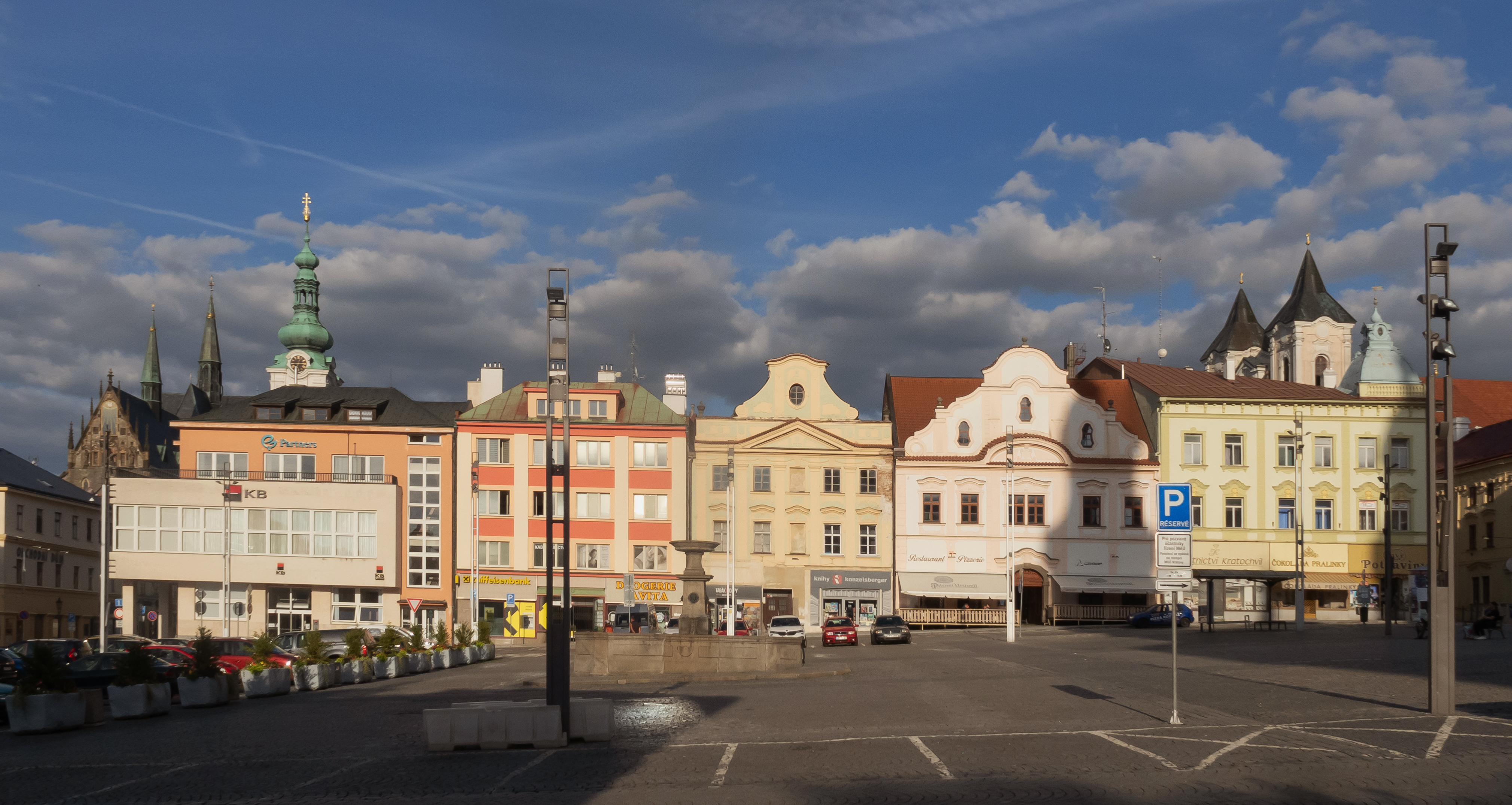
Hauptplatz: Náměstí Míru
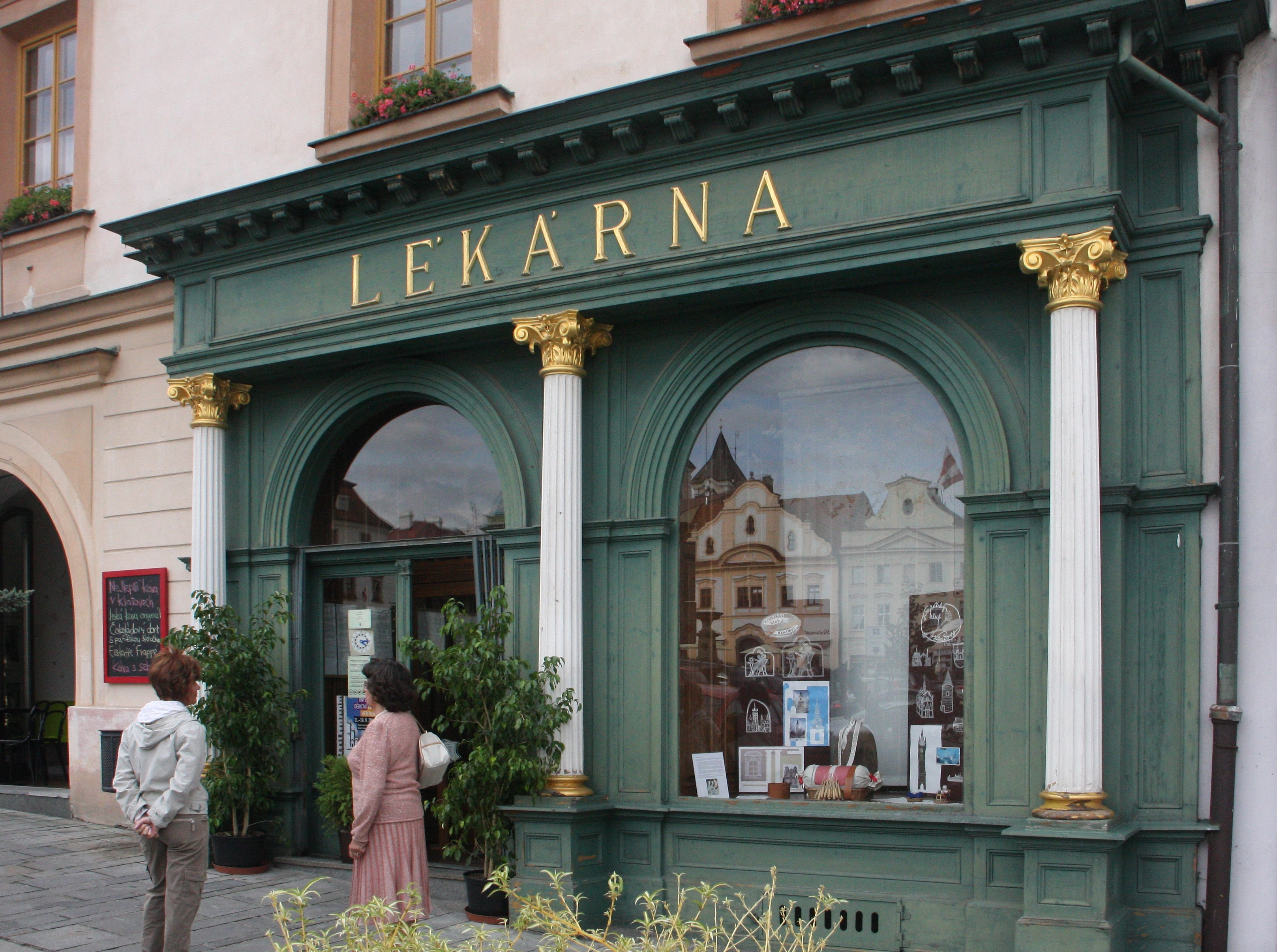
Barocke Apotheke „Zum weißen Einhorn“
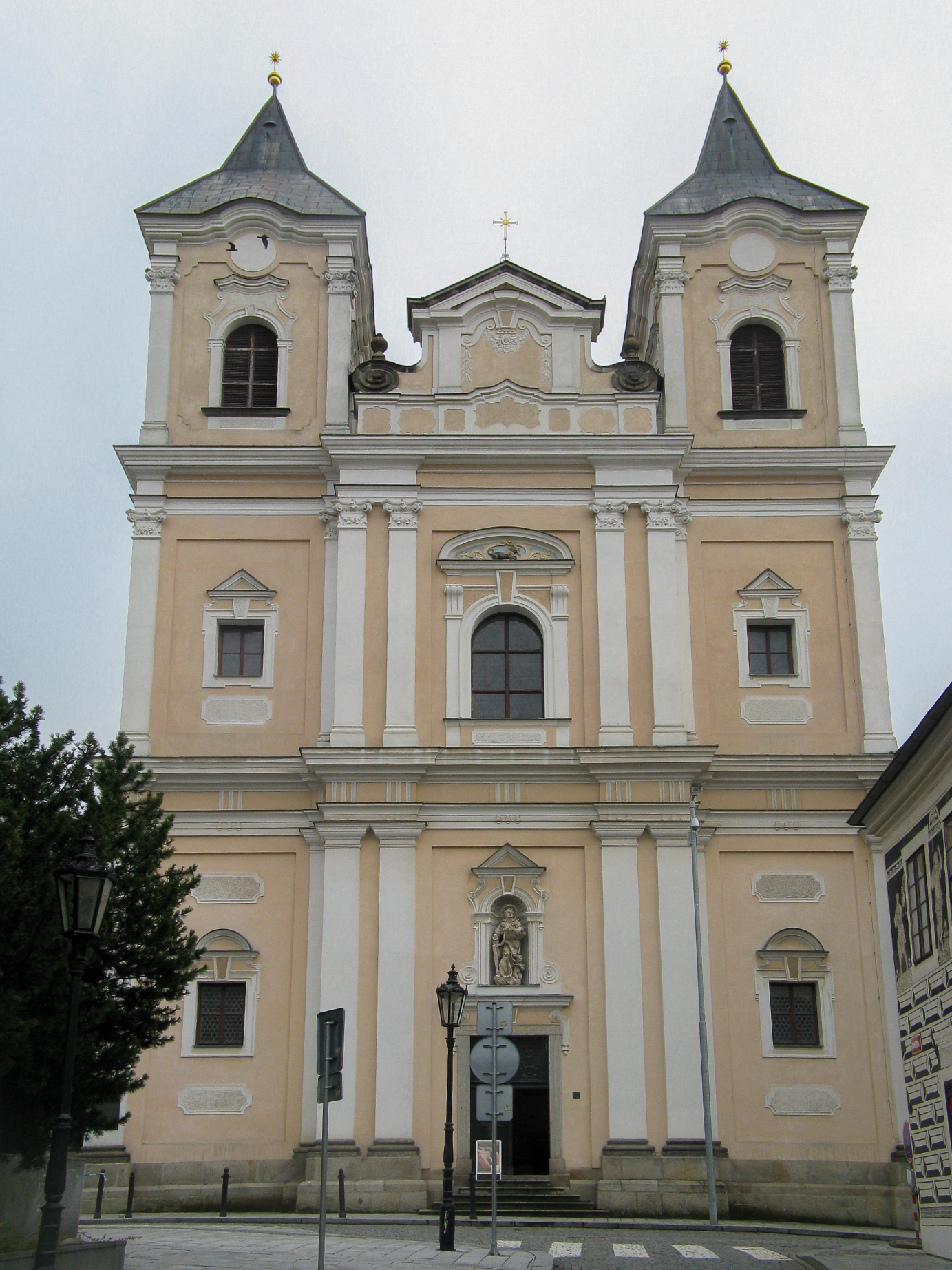
Ehemalige Dominikanerkirche
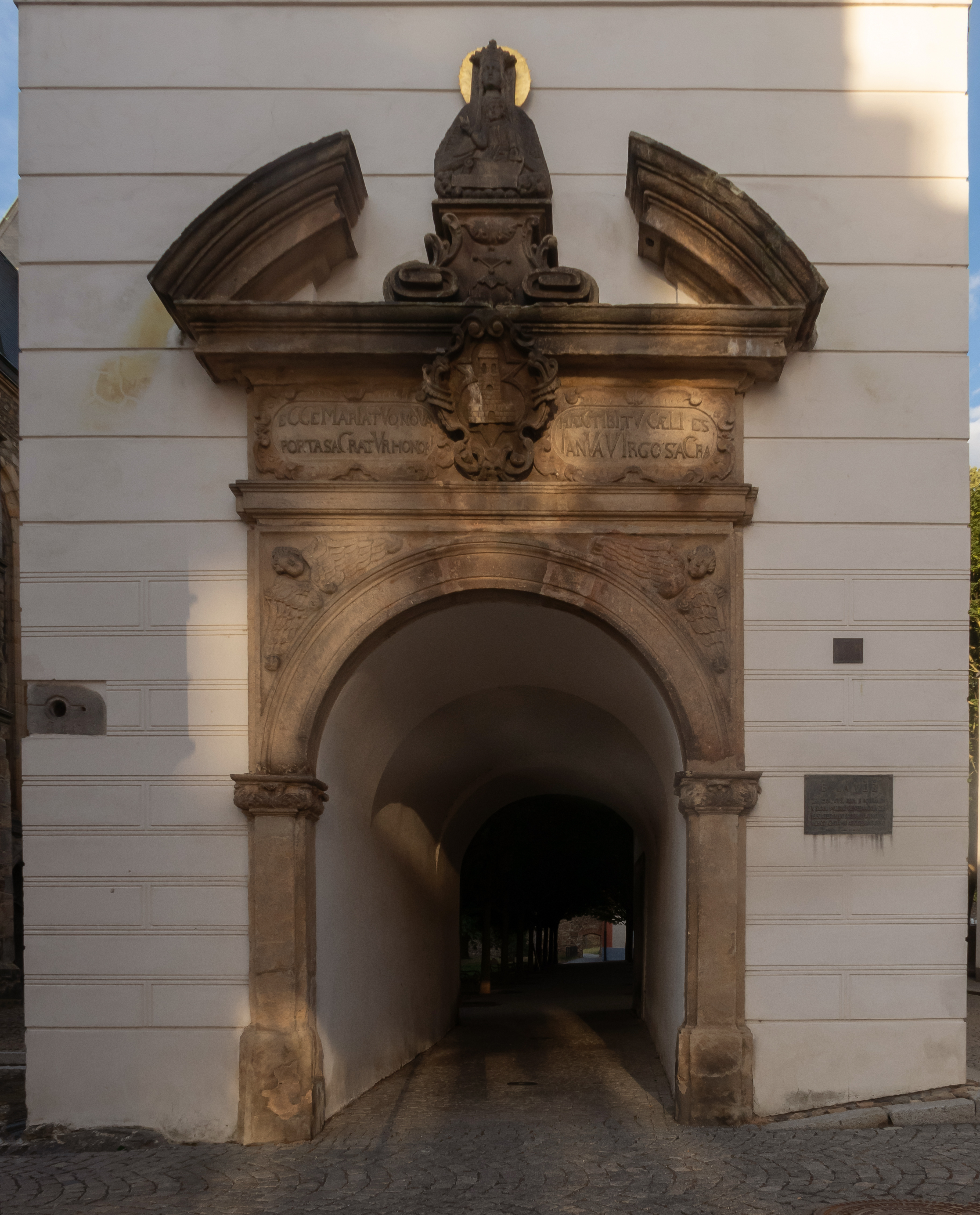
Tor der Bílá věž
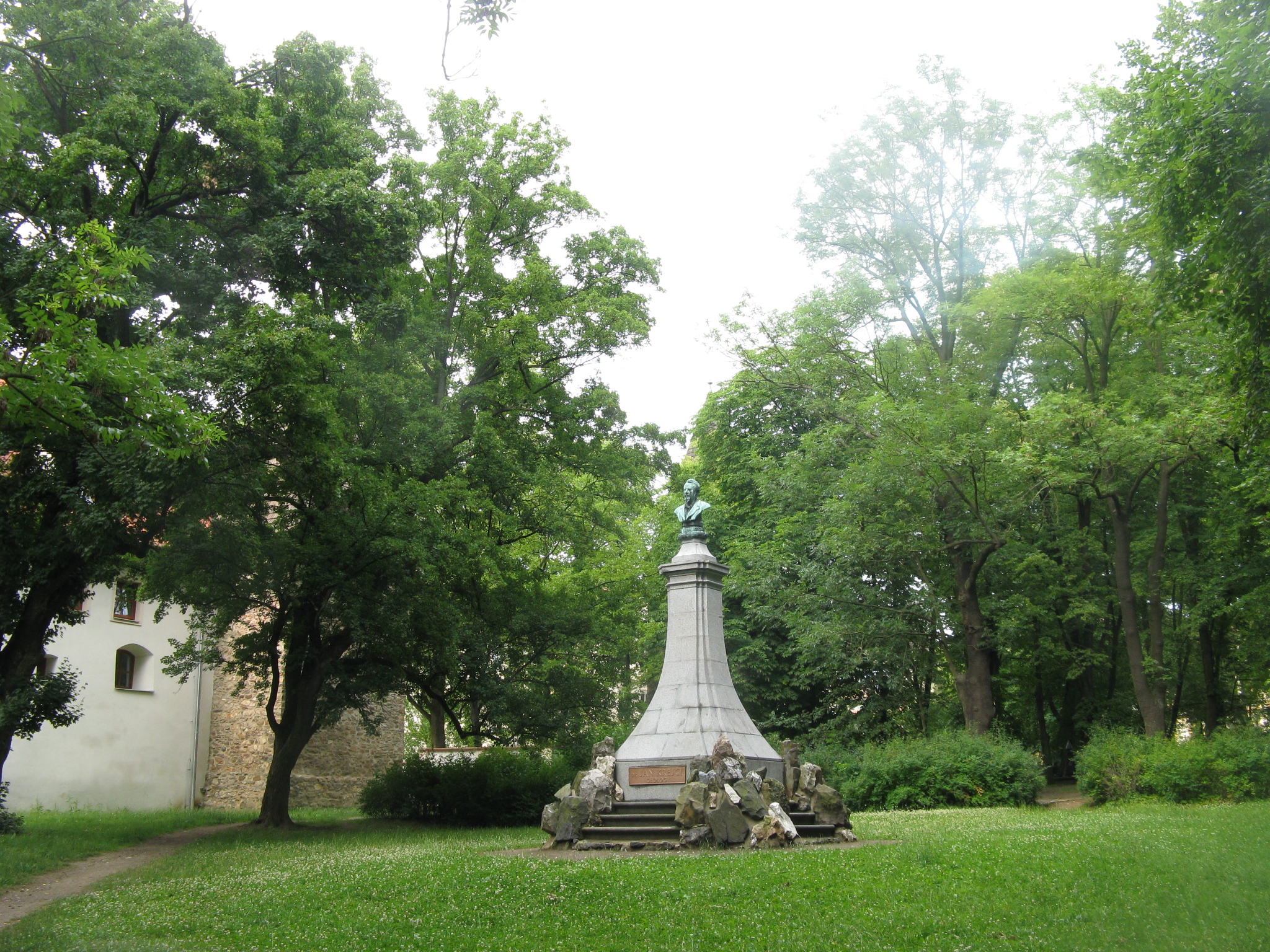
Stadtpark an den Wällen mit Denkmal für Jan Krejčí
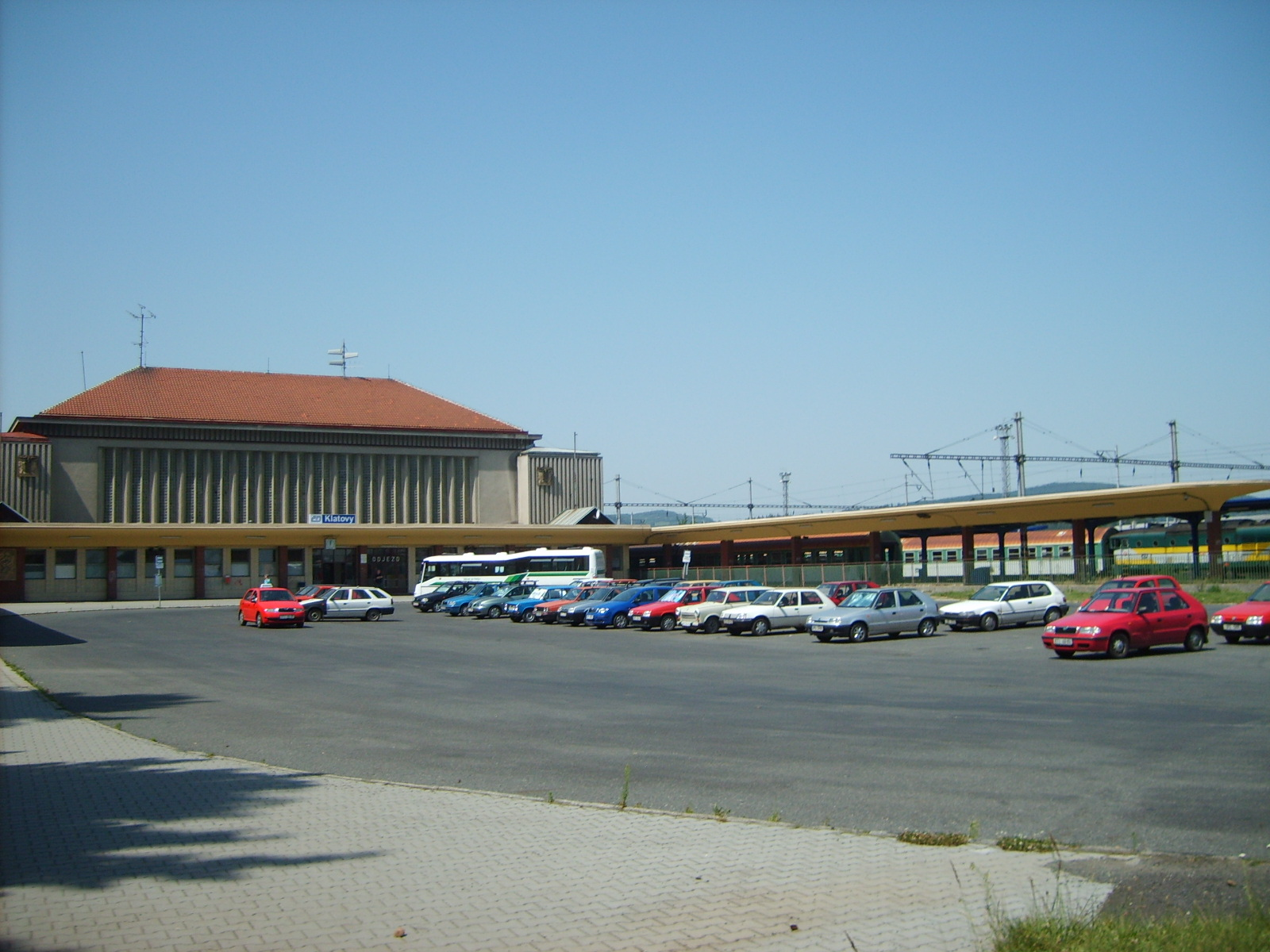
Bahnhof
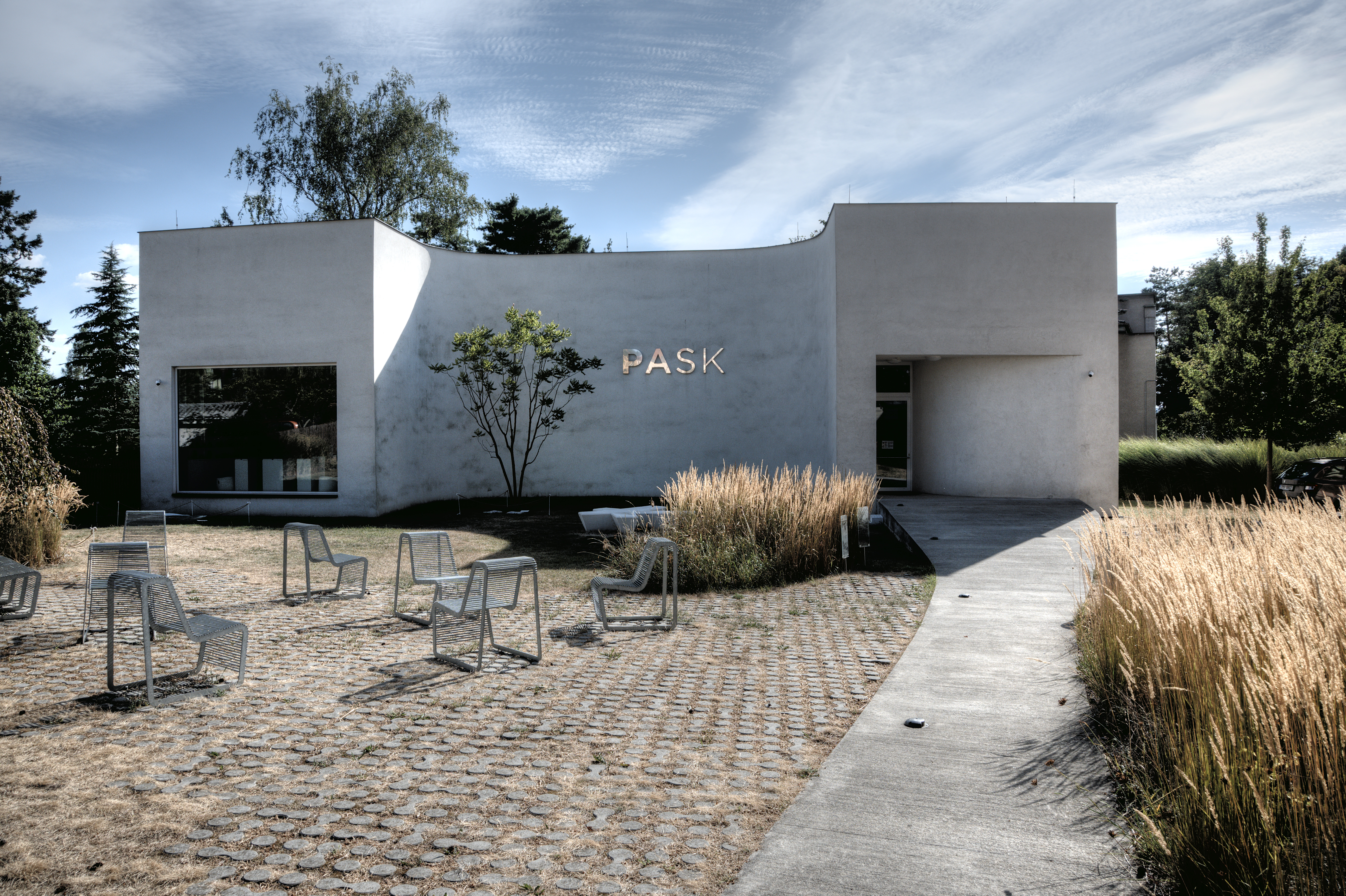
Pavillon aus Glas – PASK

### Veranstaltungen
Das internationale Folklore-Festival wird seit 1994 jährlich am zweiten Juli-Wochenende in der Stadt veranstaltet.

## Verkehr

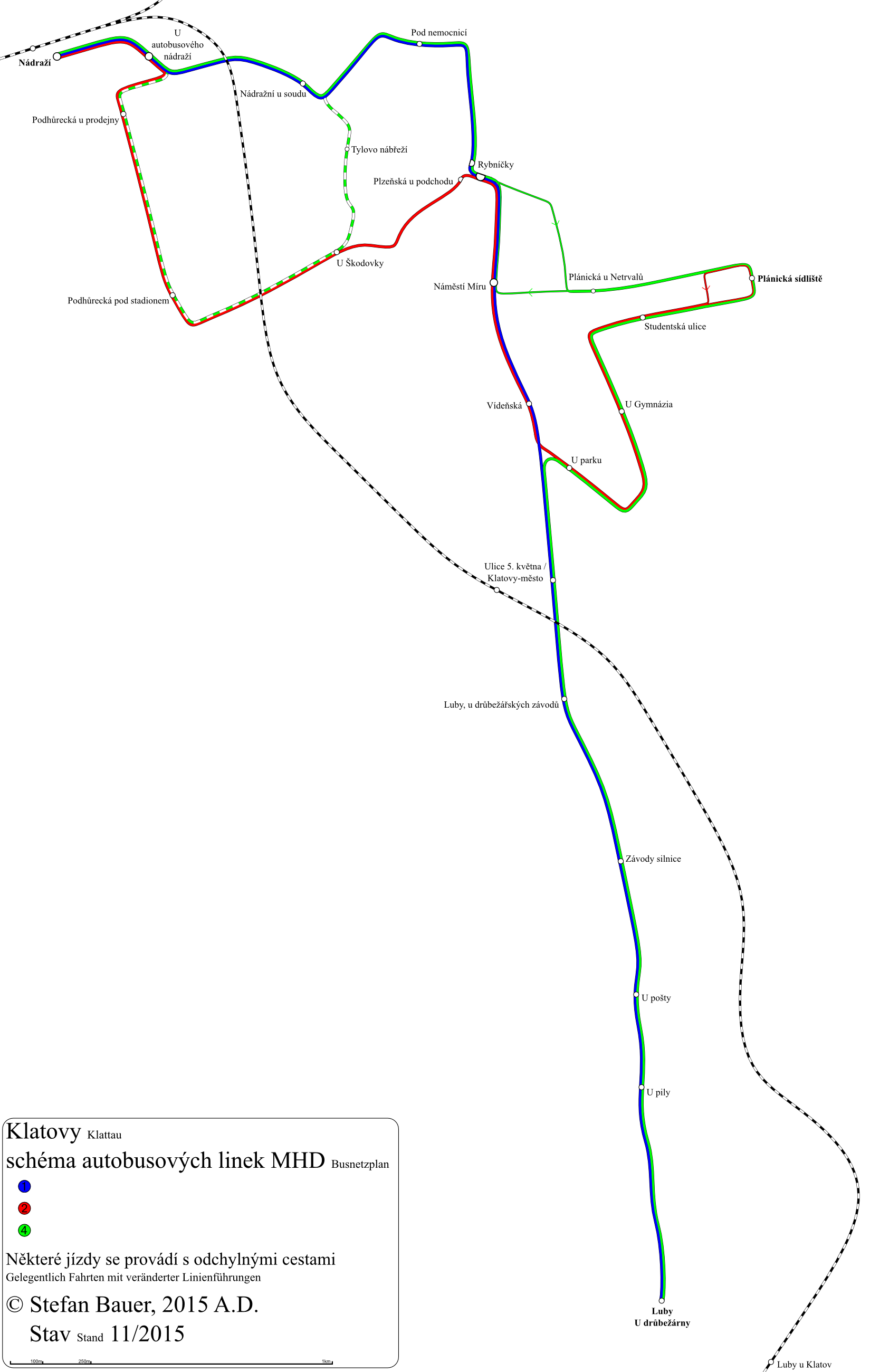
Netzplan der Stadtbuslinien

Die Stadt liegt am Kreuzungspunkt der Eisenbahnlinie (Praha –) Plzeň – Železná Ruda-Alžbětín mit den Nebenstrecken Domažlice – Klatovy – Horažďovice předměstí. An diesem befindet sich der nordwestlich des Zentrums gelegene Bahnhof. Ein weiterer Haltepunkt besteht mit Klatovy-město südlich des Zentrums auf der Strecke in Richtung Horažďovice.
Im Stadtgebiet verkehren drei von der Gesellschaft ČSAD-Plzeň betriebene Buslinien (1, 2 und 4).

## Persönlichkeiten

### Söhne und Töchter der Stadt
Nach Geburtsjahr geordnet
- Václav Matěj Kramérius (1759–1808), Schriftsteller und Verleger
- Adalbert Suchy (tschechisch Vojtěch Suchý) (1783–1849), Miniaturmaler, Vater der Wiener Malerin Maria Antonia Sucha
- Karel Slavoj Amerling (1807–1884), Pädagoge und Philosoph
- Ottokar Josef von Prochazka (1811–1885), Offizier, 1873 Feldmarschallleutnant
- Franz Kiwisch von Rotterau (1814–1852), Gynäkologe
- Gustav Kauder (1848–1942), Journalist und Chefredakteur der Tageszeitung Tempo
- Augustin Krejci (1857–1918), klassischer Philologe (Universität Graz), Gymnasiallehrer (1880 in Pisek, 1884 in Neubydzow, seit 1900 in Prag)
- Jan Krejčí (1825–1887), Geologe und Mineraloge
- August Breisky (1832–1889), Gynäkologe
- Jan Ludvik Prochazka (1837–1888), Musikkritiker und Komponist
- Josef Klička (1855–1937), Komponist, Organist, Dirigent und Musikpädagoge
- Lubor Niederle (1865–1944), Archäologe und Ethnograph
- Rudolf Maresch (1868–1936), österreichischer Pathologe
- Hans Rubritius (1876–1943), führender Urologe in Wien
- Gustav Kauder (1881–1942), deutsch-österreichischer Journalist, Schriftsteller und Übersetzer
- Bohumil Markalous (1882–1952), Schriftsteller, Journalist, Hochschulprofessor, Kunstästhetiker und -kritiker
- Karel Fleischmann (1897–1944), Maler, Schriftsteller und Arzt
- Pavel Dobrý (* 1976), Fußballspieler
- Olga Kolářová (* 1986), Squashspielerin
- Petr Frydrych (* 1988), Speerwerfer
- David Jiříček (* 2003), Eishockeyspieler

### Im Ort lebten und wirkten
- Bohuslav Balbín (1621–1688), böhmischer Jesuit, Historiker und Geograph
- Vladimír Boublík, tschechischer theologischer Philosoph
- Jan Čapek, böhmischer Schriftsteller und Geistlicher
- Ignác Cornova, italienischer Priester, Historiker, Pädagoge und Dichter
- Josef Dobrovský, tschechischer Philologe und Slawist, Begründer der modernen tschechischen Schriftsprache
- Josef Hlávka, tschechischer Baumeister, Architekt und Mäzen
- Martin Lupáč, tschechischer Theologe und Diplomat der Hussiten
- Rudolf Mayer, tschechischer Dichter und Schriftsteller
- Leopold Eugen Měchura, Komponist
- Leo František Saska, Altphilologe und Pädagoge